# Майк Ремзі
Майк Ремзі (англ. Mike Ramsey, нар. 3 грудня 1960, Міннеаполіс) — колишній американський хокеїст, що грав на позиції захисника. Грав за збірну команду США.
Олімпійський чемпіон. Провів понад тисячу матчів у Національній хокейній лізі.

## Ігрова кар'єра
Хокейну кар'єру розпочав 1978 року.
1979 року був обраний на драфті НХЛ під 11-м загальним номером командою «Баффало Сейбрс».
Протягом професійної клубної ігрової кар'єри, що тривала 17 років, захищав кольори команд «Баффало Сейбрс», «Піттсбург Пінгвінс» та «Детройт Ред-Вінгс».
Загалом провів 1185 матчів у НХЛ, включаючи 115 ігор плей-оф Кубка Стенлі.
Виступав за збірну США.

## Тренерська робота
З 1997 по 2000 був асистентом головного тренера «Баффало Сейбрс», а з 2000 по червень 2010 асистент головного тренера «Міннесота Вайлд».

## Нагороди та досягнення
- Олімпійський чемпіон — 1980.
- Учасник матчу усіх зірок НХЛ — 1982, 1983, 1985, 1986.
- Учасник Рандеву-87.

## Статистика

### Клубні виступи
| Сезон        | Клуб                  | Ліга         | Регулярний сезон | Регулярний сезон | Регулярний сезон | Регулярний сезон | Регулярний сезон | Плей-оф | Плей-оф | Плей-оф | Плей-оф | Плей-оф |
| Сезон        | Клуб                  | Ліга         | І                | Г                | П                | О                | ШХ               | І       | Г       | П       | О       | ШХ      |
| ------------ | --------------------- | ------------ | ---------------- | ---------------- | ---------------- | ---------------- | ---------------- | ------- | ------- | ------- | ------- | ------- |
| 1978-79      | Університет Міннесота | НКАА         | 26               | 6                | 11               | 17               | 30               | —       | —       | —       | —       | —       |
| 1979-80      | «Баффало Сейбрс»      | НХЛ          | 13               | 1                | 6                | 7                | 6                | 13      | 1       | 2       | 3       | 12      |
| 1980-81      | «Баффало Сейбрс»      | НХЛ          | 72               | 3                | 14               | 17               | 56               | 8       | 0       | 3       | 3       | 20      |
| 1981-82      | «Баффало Сейбрс»      | НХЛ          | 80               | 7                | 23               | 30               | 56               | 4       | 1       | 1       | 2       | 14      |
| 1982-83      | «Баффало Сейбрс»      | НХЛ          | 77               | 8                | 30               | 38               | 55               | 10      | 4       | 4       | 8       | 15      |
| 1983-84      | «Баффало Сейбрс»      | НХЛ          | 72               | 9                | 22               | 31               | 82               | 3       | 0       | 1       | 1       | 6       |
| 1984-85      | «Баффало Сейбрс»      | НХЛ          | 79               | 8                | 22               | 30               | 102              | 5       | 0       | 1       | 1       | 23      |
| 1985-86      | «Баффало Сейбрс»      | НХЛ          | 76               | 7                | 21               | 28               | 117              | —       | —       | —       | —       | —       |
| 1986-87      | «Баффало Сейбрс»      | НХЛ          | 80               | 8                | 31               | 39               | 109              | —       | —       | —       | —       | —       |
| 1987-88      | «Баффало Сейбрс»      | НХЛ          | 63               | 5                | 16               | 21               | 77               | 6       | 0       | 3       | 3       | 29      |
| 1988-89      | «Баффало Сейбрс»      | НХЛ          | 56               | 2                | 14               | 16               | 84               | 5       | 1       | 0       | 1       | 11      |
| 1989-90      | «Баффало Сейбрс»      | НХЛ          | 73               | 4                | 21               | 25               | 47               | 6       | 0       | 1       | 1       | 8       |
| 1990-91      | «Баффало Сейбрс»      | НХЛ          | 71               | 6                | 14               | 20               | 46               | 5       | 1       | 0       | 1       | 12      |
| 1991-92      | «Баффало Сейбрс»      | НХЛ          | 66               | 3                | 14               | 17               | 67               | 7       | 0       | 2       | 2       | 8       |
| 1992-93      | «Баффало Сейбрс»      | НХЛ          | 33               | 2                | 8                | 10               | 20               | —       | —       | —       | —       | —       |
| 1992-93      | «Піттсбург Пінгвінс»  | НХЛ          | 12               | 1                | 2                | 3                | 8                | 12      | 0       | 6       | 6       | 4       |
| 1993-94      | «Піттсбург Пінгвінс»  | НХЛ          | 65               | 2                | 2                | 4                | 22               | 1       | 0       | 0       | 0       | 0       |
| 1994-95      | «Детройт Ред-Вінгс»   | НХЛ          | 33               | 1                | 2                | 3                | 23               | 15      | 0       | 1       | 1       | 4       |
| 1995-96      | «Детройт Ред-Вінгс»   | НХЛ          | 47               | 2                | 4                | 6                | 35               | 15      | 0       | 4       | 4       | 10      |
| 1996-97      | «Детройт Ред-Вінгс»   | НХЛ          | 2                | 0                | 0                | 0                | 0                | —       | —       | —       | —       | —       |
| Усього в НХЛ | Усього в НХЛ          | Усього в НХЛ | 1070             | 79               | 266              | 345              | 1012             | 115     | 8       | 29      | 37      | 176     |

### Збірна
| Рік  | Команда | Турнір | Місце | І  | Г  | П  | О  | ШХ |
| ---- | ------- | ------ | ----- | -- | -- | -- | -- | -- |
| 1980 | США     | ОІ     | 1     | 63 | 11 | 24 | 35 | 63 |